# Prodecatoma mangicola
Prodecatoma mangicola är en stekelart som beskrevs av Bhatnagar 1952. Prodecatoma mangicola ingår i släktet Prodecatoma och familjen kragglanssteklar. Inga underarter finns listade i Catalogue of Life.